# بنیاد تعاون سپاه پاسداران انقلاب اسلامی
بنیاد تعاون سپاه پاسداران انقلاب اسلامی سازمان دولتی زیرمجموعه سپاه پاسداران انقلاب اسلامی است که در سال ۱۳۶۵ تأسیس شد و در زمینه تأمین وام و مسکن، همچنین ساخت املاک و مستغلات برای پرسنل سپاه پاسداران و سازمان بسیج فعالیت می‌کند. در حال حاضر سرتیپ پاسدار سید امین‌الله امامی مدیرعاملی بنیاد تعاون سپاه را برعهده دارد.

## مدیران عامل
اسامی برخی از مدیرعامل‌های بنیاد به شرح زیر است:
- یوسف فروتن
- محسن رفیق‌دوست
- اکبر غمخوار
- حسین دهقان
- عبدالعلی علی‌عسگری
- اصغر صالح اصفهانی
- احمد وحید دستجردی
- سید پرویز فتاح
- مجید حسینعلی‌زاده خراسانی

## تحریم‌ها
دوشنبه ۲۲ مه ۲۰۲۳ اتحادیه اروپا در هشتمین بستۀ تحریمی خود بنیاد تعاون سپاه پاسداران را به فهرست تحریم‌های خود افزود، این تحریم‌‌ به دلیل نقض «جدی» حقوق بشر در ایران و نقش مستقیم این نهاد در مدیریت سرمایه‌های سپاه پاسداران انقلاب اسلامی و تامین مالی سرکوب خشونت‌بار اعتراضات در ایران بطور خاص در پاییز ۱۴۰۱ صورت گرفته است.